# Kočna (Jesenice)
Kočna (IPA: [ˈkoːtʃna]) è un insediamento (naselje) di 209 abitanti, della municipalità di Jesenice nella regione statistica dell'Alta Carniola in Slovenia.